# إنزو فرانسيسكولي
إنزو فرانسيسكولي أوريارتي (بالإسبانية: Enzo Francescoli el mejor)، من مواليد 12 نوفمبر 1961 في مونتفيديو في أوروغواي، لاعب كرة قدم أوروغوياني سابق، وقد لعب مع العديد من الأندية الشهيرة مثل ريفر بليت ونادي مارسيليا وقد لعب مع منتخب أوروغواي لكرة القدم، وقد اختاره بيليه ضمن قائمة أفضل 125 لاعب حي في مارس 2004.
بدأ فرانسيسكولي مسيرته الكروية في عام 1980 مع نادي مونتفيديو واندرز، وقد لعب معهم حتى عام 1982، وقد شارك في تلك الفترة في 74 مباراة وسجل 20 هدف، وفي عام 1983 انتقل إلى نادي ريفر بليت الأرجنتيني، ولعب معهم حتى عام 1986، وقد شارك في تلك الفترة في 81 مباراة وسجل 43 هدف، وعام 1986 انتقل إلى نادي ريسنغ كلوب دي باريس، ولعب معهم حتى عام 1989، وقد شارك معهم في 89 مباراة وسجل 32 هدف، وفي موسم 1989/1990 لعب مع نادي مارسيليا، وقد شارك معهم في 28 مباراة وسجل 11 هدف، وفي عام 1990 انتقل إلى نادي كالياري، وقد لعب معهم حتى عام 1993، وقد شارك في تلك الفترة في 98 مباراة وسجل 17 هدف، وفي موسم 1993/1994 انتقل إلى نادي تورينو، ولعب معهم 24 مباراة وسجل ثلاثة أهداف، وفي عام 1994 انتقل إلى نادي ريفر بليت الأرجنتيني، ولعب معهم حتى عام 1997، وقد شارك في 84 مباراة وسجل 47 هدف، وبعدها اعتزل كرة القدم.
و قد لعب مع منتخب أوروغواي لكرة القدم بين عامي 1982 و1997، وقد شارك في 73 مباراة وسجل 17 هدف، وقد لعب في كأس العالم لكرة القدم 1986 وكأس العالم لكرة القدم 1990.